# Bokelrehm
Bokelrehm er en by og kommune i det nordlige Tyskland, beliggende i Amt Schenefeld i den nordvestlige del af Kreis Steinburg. Kreis Steinburg ligger i den sydvestlige del af delstaten Slesvig-Holsten.

## Geografi
Kommunen Bokelrehm består af to adskilte arealer Bokelrehm og Kohlenbek. De to kommunedele er også adskilt at motorvejen A23 Heide–Hamborg. Kommunen ligger ca. 10 km nordvest for Itzehoe.